# Sitora Hamidova
Sitora Hamidova (kyrillisch Ситора Ҳамидова, zuweilen [über russisch Хамидова] Khamidova geschrieben; * 12. Mai 1989 in Termiz, Usbekische SSR, Sowjetunion) ist eine usbekische Langstreckenläuferin.

## Werdegang
Erste internationale Erfahrungen sammelte Sitora Hamidova beim Duschanbe-Halbmarathon 2011, bei denen sie in 1:15:12 h den dritten Platz belegte. Im Jahr darauf nahm sie an den Halbmarathon-Weltmeisterschaften 2012 in Kawarna teil und erreichte dort Rang 53. 2013 nahm sie im 10.000-Meter-Lauf an den Asienmeisterschaften in Pune teil und belegte dort in 33:59,87 min den fünften Platz und bei den Asienspielen im südkoreanischen Incheon 2014 wurde sie in 32:12,54 min Vierte. 2015 qualifizierte sie sich im Marathon für die Weltmeisterschaften in Peking, bei denen sie ihr Rennen nicht beenden konnte. 2016 wurde sie in dieser Disziplin 54. bei den Olympischen Spielen in Rio de Janeiro. Sie nahm auch über 10.000 Meter an den Spielen teil und wurde dort mit neuem Landesrekord von 31:57,77 min 24.
2017 wurde sie beim Duschanbe-Halbmarathon erneut Dritte und belegte über 10.000 Meter Platz 18 bei den Weltmeisterschaften in London. 2018 nahm sie erstmals an den Asienspielen in Jakarta teil und belegte dort über 5000 und 10.000 Meter jeweils den achten Platz. Bei den Leichtathletik-Weltmeisterschaften 2019 in Doha konnte sie das Marathon-Rennen nicht beenden.
2014 wurde Hamidova Usbekische Meisterin im 5000-Meter-Lauf. Sie absolvierte ein Coaching-Studium an der Staatsuniversität Termez.

## Persönliche Bestzeiten
- 5000 Meter: 15:50,26 min, 23. Juli 2011 in Tscheboksary
  - 5000 Meter (Halle): 15:56,38 min, 26. Januar 2018 in Taschkent (Usbekischer Rekord)
- 10.000 Meter: 31:57,42 min, 5. August 2017 in London (Usbekischer Rekord)
- Halbmarathon: 1:14:02 h, 9. September 2018 in Minsk
- Marathon: 2:33:46 h, 14. April 2019 in Warschau